# 梁天柱
梁善玺（1916年2月8日—2001年6月17日），號天柱山民，後以此取名梁天柱，生於山东省平度市大泽山乡梁家庄子，中國近代山水畫畫家。早年从医，至60岁始正式作画，至2001年病逝。

## 早年及從醫生活
梁善玺於1916年农历正月初六生於山东省平度市大泽山乡，因祖居天柱山，自号天柱山民，後以此爲名，取名梁天柱。
梁天柱出生醫生世家，但小時候就讀私塾時，就已經對繪畫產生興趣。
17岁时，梁天柱赴旅大学习西医学；至1940年回青島，考取医师，並與其五兄梁玉楝於青岛平度路創辦大安医院，任院長。抗日战争時期，梁天柱考入青岛市业余美术学校，並拜孙国枫爲師，學習中國山水畫及花鳥畫。1957年，調任青岛市北区医院的外科主治醫師，直到1977年7月退休。

## 退休後的畫家生活
退休之後，梁天柱七下江南，遍访黄宾虹的弟子，並遊覽名山大川。
1989年，天津杨柳青画社出版《梁天柱画集》。
1990年，《江南》等13幅作品被中国美术馆收藏，成为建馆以来一次性收藏作品最多的画家。
1991年，中国画研究院（今中国国家画院）破格聘请梁天柱先生为该院第一个特约画家。1993年11月3日，中国画研究院、中国美术馆等单位合辦“梁天柱山水画展”及“梁天柱山水画理论研讨会”。
2001年5月，梁天柱入院，延至6月17日凌晨病逝。

## 作畫風格
梁天柱熱愛黄宾虹、石涛、石溪、王蒙等畫家，对黄宾虹尤其如是，曾节衣缩食，不惜以重金搜求黄宾虹真迹，以仔細研究黄宾虹用笔用墨和敷色的技法。1980年春天，梁天柱拜访敦煌，歸來後画风大变，将敦煌艺术的特色运用到山水画创作中，形成了大气磅礴、浑厚拙朴的个人风格。
王鲁湘曾評價梁天柱的畫明丽动人，在風格上「舍弃宋以来过于琐细的皴法，把明清以来尤其是吴昌硕、齐百石大写意花鸟画中如枯藤屈铁的粗犷骨线大胆引入山水画，强化骨线中焦墨和浓墨的比重，以狂籀笔意画出山石结构。」张仃更認爲梁天柱是当代中国山水画继黄秋园、陈之庄之后的又一个重大发现。